# Padma Bhushan
De Padma Bhushan is een onderscheiding voor verdienste in de republiek India. De onderscheiding werd op 2 januari 1954 door de Indiase president ingesteld voor "diensten aan de natie betoond". De onderscheiding is minder vooraanstaand dan de exclusieve Bharat Ratna en de Padma Vibhushan (ook wel padmabibushan gespeld). Tot 1967 was deze decoratie de IIe Klasse van de Padma Vibushan en indertijd werd zij "Dusra Varg" of "Tweede Klasse" genoemd. De Derde Klasse werd de Padma Shri.
Het oorspronkelijke kleinood was een kruis- of mandalavormige bronzen plaat met geometrische patronen. In het midden was een lotusbloem van wit goud gemonteerd. Onder en boven deze bloem stond in Hindi en Engels "Padma Bhushan". In 1957 werd het ontwerp gewijzigd; het kleinood werd bronskleurig met de verhoogde letters in witgoud.
Het lint heeft de kleur van een lotusbloem met een witte middenstreep. De lotusbloem heeft in het Oosten een bijzondere betekenis omdat de lotus uit de modder groeit en desondanks prachtige reine bloemen voortbrengt.

## Kamiel Bulcke
In 1974 kreeg de Belgische jezuïet Kamiel Bulcke deze onderscheiding voor zijn uitzonderlijke bijdrage tot de Hindi-literatuur. Hij is tot op heden de enige Belg die deze onderscheiding heeft ontvangen.